# Scotopteryx mensurata
Scotopteryx mensurata är en fjärilsart som beskrevs av Giovanni Antonio Scopoli 1763. Scotopteryx mensurata ingår i släktet backmätare, och familjen mätare. Inga underarter finns listade.